# Донауров, Иван Михайлович
Иван Михайлович Донауров (3 (15) апреля 1806 — 20 июля (1 августа) 1849) — вице-губернатор Ярославской губернии, статский советник, камергер из дворянского рода Донауровых.

## Биография
Сын сенатора Михаила Ивановича Донаурова. Восприемниками при его крещении в придворном соборе Зимнего дворца 22 апреля 1806 года были императрица Мария Федоровна и великий князь Николай Павлович.
В декабре 1824 года окончил Благородный пансион при Царскосельском лицее, получив при выходе чин XII класса, и был определён в Государственную коллегию иностранных дел; 11 апреля 1827 года управляющим Министерством иностранных дел он «отряжен был … для исполнения поручений» к М. М. Сперанскому, однако 13 сентября того же года был причислен к парижскому посольству сверх штата. В следующем году, 28 мая ему был присвоен чин коллежского секретаря. А через год он был определён вторым секретарём при миссии в Брюсселе; 18 декабря 1831 года, ппроизведён в чин титулярного советника и примерно в это же время ему было пожаловано звание камер-юнкера.
В 1832 году И. М. Донауров выполнял функции курьера, сначала из Гааги в Санкт-Петербург, затем из Петербурга в Лондон. В 1833 году служил вторым секретарём посольства в Королевстве Нидерландском в Гааге в звании камер-юнкера.
В июне 1837 года в качестве чиновника для особых поручений был командирован в Калужскую губернию. В 1838 году, уже в чине коллежского асессора, Донауров служил в Министерстве иностранных дел первым секретарём министерской канцелярии при департаменте внешних сношений.
8 января 1838 года перешёл на службу в Министерство государственных имуществ. В 1840 году надворный советник Донауров в звании камер-юнкера был депутатом в дворянской опеке города Царского Села. В 1842 году в чине коллежского советника исполнял должность чиновника для особых поручений при Министерстве государственных имуществ. С 1843 года — вице-губернатор Ярославской губернии. Статский советник, камергер (1846).
Вместе с братом Петром Михайловичем он стоял у истоков старейшей в городе Мышкине Опочининской библиотеки, куда они присылали редкие издания и периодику. В словаре Брокгауза и Ефрона Иван Михайлович Донауров упоминается как сочинитель романсов и поэт, однако ни стихов, ни романсов его не обнаружено.
Скончался 20 июля (1 августа) 1849 года и похоронен на Волковом православном кладбище.

## Семья
Жена (с 19 мая 1835 года) — княжна Наталья Григорьевна Голицына (06.11.1816—17.06.1874), дочь князя Григория Сергеевича Голицына, губернатора Пензенской губернии, от его брака с графиней Екатериной Ивановной Соллогуб. После смерти матери воспитывалась в доме своей тетки княгини Н. С. Голицыной. Венчались в Петербурге в Казанском соборе. Их дети:
- Михаил (02.09.1836—01.06.1884), полковник, адъютант командующего войсками Оренбургского края и начальника Оренбургского военного округа генерал-адъютанта Крыжановского.
- Наталья (03.11.1837—25.02.1864) — муж Александр Иванович Тимирязев (12.10.1837—13.07.1895).
- Сергей (02.12.1838—09.03.1897), известный автор романсов.
- Екатерина (30.06.1840—после 1907), организатор создания в селе Рыбная слобода Казанской губернии художественно-ремесленного училища.
- Лев (04.08.1841—после 1877), морской офицер, участник похода военной эскадры Тихоокеанского флота к берегам Северной Америки.
- Мария (06.08.1843—1918), муж Петра Ивановича Мятлева (21.01.1830—07.01.1888).
- Варвара (18.07.1845—18.05.1925), муж австрийский посланник граф Франц де Паула фон Румерскирх (15.03.1843—28.06.1904).